# Oligocladus patagonicus
Oligocladus patagonicus är en flockblommig växtart som först beskrevs av Carlos Luis Spegazzini, och fick sitt nu gällande namn av Pérez-mor.. Oligocladus patagonicus är enda arten i släktet Oligocladus som tillhör familjen flockblommiga växter. Inga underarter finns listade i Catalogue of Life.